# Acanthistius pardalotus
Acanthistius pardalotus, thường được gọi là cá mú đốm báo, là một loài cá biển thuộc chi Acanthistius trong họ Cá mú. Loài này được mô tả lần đầu tiên vào năm 1981.

## Phân bố và môi trường sống
A. pardalotus có phạm vi phân bố khá nhỏ hẹp ở vùng biển Đông Ấn Độ Dương. Chúng là loài đặc hữu của vùng bờ biển phía tây nước Úc, từ thị trấn Coral Bay trải dài về phía nam đến mũi Leeuwin, Tây Úc. A. pardalotus sống xung quanh các rạn san hô, giữa các kẽ đá hoặc trong các hang động ở các hồ thủy triều, độ sâu được ghi nhận là khoảng 34 m trở lại. Cá con sống trong các rạn san hô cạn ở gần bờ; cá trưởng thành sống sâu hơn, và thường trú ẩn trong các hang động vào ban ngày.

## Mô tả
A. pardalotus trưởng thành đạt kích thước khoảng 37 cm. Cơ thể có màu lục xám với các đốm màu nâu phủ khắp thân và đầu, giống như họa tiết trên loài báo. Các đốm trên cơ thể trở nên chằng chịt hơn theo độ tuổi (đốm trên vây nhạt hơn so với thân). Rìa đuôi và các vây có màu lam xám. Thường có 2 - 3 dải màu sậm tỏa ra từ phía sau mắt.
Từ pardalotus trong tên khoa học của loài này trong tiếng Hy Lạp có nghĩa là "có đốm như con báo", ám chỉ hoa văn của loài A. pardalotus.
Số gai ở vây lưng: 13; Số vây tia mềm ở vây lưng: 14 - 15; Số gai ở vây hậu môn: 3; Số vây tia mềm ở vây hậu môn: 8; Số vây tia mềm ở vây ngực: 17 - 18.